# Sternfleck
Ein Sternfleck ist eine Region mit einer geringeren Temperatur im Vergleich zur ungestörten Oberfläche eines Sterns. Sternflecken werden bei magnetisch aktiven Sternen beobachtet und sind das Ergebnis eines verminderten Energietransports aus dem Sterninneren aufgrund von magnetischen Feldern. Die Sternflecken entsprechen in ihren Eigenschaften den Sonnenflecken auf der Sonne, wobei die Ausdehnung der Sternflecken jedoch einige Zehntel der Sternoberfläche erreichen kann. Sternflecken können mit Instrumenten wie dem CHARA-Array direkt nachgewiesen werden.

## Magnetisch aktive Sterne mit Sternflecken
Sternflecken sind nur eine Form der magnetischen Aktivität. Neben den Sternflecken zeigen die aktiven Sterne ebenso wie die Sonne Flares, Fackeln, Ausbrüche im Radio-, Ultraviolett- und Röntgenbereich, starke Chromosphären und Koronen. Zu den magnetisch aktiven Sternen gehören:
- Die Roten Zwerge mit Massen zwischen 0,08 und 0,5 Sonnenmassen und Oberflächentemperaturen von 2500 bis 4000 Kelvin. Sie stellen gut 75 % aller Sterne der Milchstraße und sind in ihrer Jugend magnetisch aktive Sterne. Werden auf Roten Zwergen Sternflecken nachgewiesen so zählen die Sterne zur Klasse der BY-Draconis-Sterne[4]. Beim Nachweis von Flares, kurzen Eruptionen mit einer Dauer von Minuten bis Stunden, werden die Roten Zwerge zu den UV-Ceti-Sternen gezählt[5]. Die Unterteilung ist historisch bedingt, da intensive Beobachtungen gezeigt haben, dass alle BY-Draconis-Sterne auch Flares zeigen und auf UV-Ceti-Sternen auch Sternflecken nachgewiesen werden können[6]. Die Sternflecken verursachen typischerweise eine sinusförmige Modulation der Lichtkurve des Roten Zwerges mit einer Amplitude von circa 0,1 mag.
- Bei den sonnenähnlichen Sternen wurden zunächst nur indirekte Anzeichen für stellare Aktivität gefunden wie die veränderliche Äquivalentbreite der CaII H&K Emissionslinien. Inzwischen konnten geringe Helligkeitsschwankungen von einigen Prozent durch die Rotation von Sternflecken über die sichtbare Hemisphäre nachgewiesen werden für alle Hauptreihensterne mit einem Spektraltyp später als F7[7]. Die phasenversetzte Korrelation zwischen der CaII H&K und den Helligkeitsschwankungen lässt darauf schließen, dass wie bei der Sonne auf diesen Sternen Aktivitätszentren vorliegen, die neben Sternflecken auch helle Regionen mit Plages und Fackeln enthalten[8]. Die stellare Aktivität nimmt mit dem Alter der sonnenähnlichen Sterne stark ab. Diese Abnahme ist korreliert mit der Rotationsgeschwindigkeit, die aufgrund eines Drehmomentverlustes durch Sternwind auftritt[9].
- Die T-Tauri-Sterne sind junge Hauptreihensterne mit einem Spektraltyp G bis M und unregelmäßigen Helligkeitsänderungen, die durch eine veränderliche Akkretion aus einer zirkumstellaren Scheibe hervorgerufen wird. Da diese Sterne durch die Akkretion hohe Rotationsgeschwindigkeiten erreichen, bilden sich starke globale Magnetfelder auf diesen nur wenige Millionen Jahre alten Sternen wahrscheinlich durch den Alpha-Omega-Dynamo. Die Magnetfelder steuern die Akkretion und führen zu zyklischen Helligkeitsänderungen mit Amplituden von bis zu 0,5 mag, die unter anderem durch große kühle Sternflecken oder Sternfleckengruppen hervorgerufen wird[10].
- Die RS-Canum-Venaticorum-Sterne sind getrennte Doppelsternsysteme mit einer Modulation der Lichtkurve durch Sternflecken. Die massereichere Komponente ist ein Riese oder Unterriese mit einem Spektraltyp F bis K und die Umlaufdauer des Doppelsternsystems beträgt zwischen einem Tag und einigen Wochen[11]. Die Amplitude der Helligkeitsvariationen durch Sternflecken beträgt bis zu 0,6 mag, was als ein Bedeckungsgrad durch Sternflecken von 50 Prozent interpretiert wird.
- Die FK-Comae-Berenices-Sterne sind eine kleine Gruppe von schnell rotierenden Riesen mit Geschwindigkeiten zwischen 50 und 150 km/s. Ihr Spektraltyp beträgt F bis K und alle FK-Com-Sterne zeigen Anzeichen stellarer Aktivität wie Flares, Sternflecken und Emissionslinien aus aktiven Regionen. Sie unterscheiden sich von den RS-Canum-Venaticorum-Sternen durch den Begleiter, der nicht vorhanden ist oder nur unwesentlich zum Gesamtlicht beiträgt. Die Amplitude der Helligkeitsänderungen liegt unterhalb von 0,3 mag im Laufe einer Rotationsperiode[12][13].
- Die W-Ursae-Majoris-Sterne sind Kontaktsysteme aus zwei sonnenähnlichen Sternen, die über eine gemeinsame Hülle Materie und Energie austauschen. Ihre Umlaufdauer beträgt 3 bis 22 Stunden und die Oberflächentemperatur der beiden Komponenten ist stets ähnlich. Die Modellierung der Lichtkurven der W-Ursae-Majoris-Sterne erfordert die Anwesenheit von kühlen oder heißen Regionen. Rekonstruktionen der Sternoberflächen dieser Doppelsterne durch Doppler-Imaging-Techniken zeigen stets auf beiden Komponenten Sternflecken, wobei die massereichere Komponente stets die aktivere zu sein scheint[14]. Diese Verteilung der Sternflecken führt zu dem O’Connell-Effekt und W-Phänomen bei den W-UMa-Sternen. Der O’Connell-Effekt beschreibt die unterschiedliche Helligkeit der primären und sekundären Maxima. Das W-Phänomen ist ebenfalls eine Folge einer stärkeren Ansammlung von Sternflecken auf der Primärkomponente des Doppelsternsystems, wodurch die Bedeckung des kleineren sekundären Sterns zu einem tieferen Minimum führt als die Bedeckung des größeren Primärsterns[15].
- Bei Braunen Zwergen sind Sternflecken bisher nur indirekt nachgewiesen worden. Da in Sternflecken eine niedrigere Temperatur vorliegt als auf der ungestörten Oberfläche, kann dort auch nur weniger Energie abgestrahlt werden. Der Stern oder Braune Zwerg muss daher zur Wahrung des hydrostatischen Gleichgewichts expandieren, um über die größere Oberfläche die in seinem Inneren erzeugte Energie abzustrahlen. Diese Hypothese erklärt zum Beispiel, warum die massereichere Komponente von 2M0535-05, die aus zwei Braunen Zwergen besteht, kühler ist und über einen größeren Radius verfügt als der Begleiter mit seiner geringeren Masse[16].
- Wechselwirkende Doppelsterne vom Typ Algol bestehen aus einem heißen massereichen Hauptreihenstern mit der Spektralklasse B bis F und einem kühleren Begleiter. Der Begleiter ist meist ein G bis K Unterriese, der seine Roche-Grenzfläche ausfüllt und dessen Rotationsdauer identisch mit der Bahnumlaufdauer von wenigen Tagen ist. Die hohe Rotationsgeschwindigkeit zusammen mit den konvektiven Energietransport auf dem Unterriesen erzeugt eine Reihe von Phänomenen der magnetischen Aktivität inklusive Sternflecken. Diese sind meist nur im primären Minimum nachweisbar, wenn der leuchtkräftigere Primärstern von dem Unterriesen bedeckt wird[17].

## Beobachtungstechniken und Rekonstruktionsmethoden
Photometrische Messungen der Helligkeit von Sternen haben zur ersten Entdeckung von Sternflecken geführt. Sie sind noch heute die wichtigste Quelle des Wissens über Sternflecken, da Photometrie bereits mit kleinen Teleskopen durchgeführt werden kann. Um aus den Helligkeitsänderungen auf die Position, Temperatur und den Durchmesser der Sternflecken zu schließen, wird die Technik der Lichtkurvenmodellierung verwendet. Allerdings sind die Lösungen auch beim Einsatz von Mehrfarbenphotometrie bei Einzelsternen nicht eindeutig. Eine bessere Auflösung und die Eindeutigkeit der Rekonstruktion der Fleckenverteilung wird bei Lichtkurvenlösungen nur bei der Analyse von Bedeckungslichtkurven in Doppelsternen erreicht.
Die Untersuchung von Sternflecken mittels spektroskopischer Methoden erfordert eine hohe spektrale Auflösung und ein Teleskop mit einem Durchmesser von mehreren Metern. Anhand von Spektren können die folgenden Rekonstruktionstechniken eingesetzt werden:
- Die Doppler-Imaging-Technik rekonstruiert die Verteilung und Größe von Sternflecken anhand von Änderungen in den Linienprofilen von Absorptionslinien aufgrund der Rotation der Sternflecken über die Oberfläche
- Die Zeeman-Doppler-Imaging-Technik beruht auf der Aufspaltung von Spektrallinien durch Magnetfelder. Diese Veränderung in den Absorptionslinien verändert sich ebenfalls aufgrund der Rotation der Magnetfelder und der in ihnen verankerten Sternflecken über die Oberfläche des Sterns
- Molekülbanden des TiO und des VO in den Spektren von Sternen mit einem Spektraltyp früher als M sind ein Anzeichen für das Vorliegen einer Zone niedriger Temperatur, also einem Sternfleck. Die Änderung der Intensität und aufgrund des Dopplereffekts der Wellenlänge der Molekülbanden erlaubt die Analyse der Verteilung und Größe der Sternflecken

## Eigenschaften
Aus der Amplitude der Helligkeitsvariationen von bis 0,65 mag sind Größen von Sternflecken von bis zu 40 % der sichtbaren Hemisphäre bei dem T-Tauri-Stern V410 Tau abgeleitet worden. Der Temperaturunterschied zwischen Sternflecken und der ungestörten Photosphäre wird mit abnehmender Spektralklasse immer geringer. So beträgt der Temperaturunterschied über 2000 Kelvin für Sterne der Spektralklasse G0 und nur noch 200 K für den Spektraltyp M4. Es gibt anscheinend keine Korrelation mit der Leuchtkraftklasse. Daher ist die Natur der Sternflecken gleich für Riesensterne und Zwerge. Eventuell ist bei späten Sternen aber auch der Anteil der Penumbra zur Umbra größer und eine geringere Temperaturdifferenz ist nur eine Folge unzureichender Auflösung.
Die die Sternflecken verursachenden Magnetfelder verfügen nach polarimetrischen Messungen über magnetische Flussdichten von circa 3000 Gauß in der Umbra und deutlich unsicherer von 1500 Gauß in der Penumbra. Der sogenannte Filling-Faktor, der Anteil des mit Sternflecken bedeckten Teils der Sternoberfläche, scheint mit abnehmender Temperatur anzusteigen.
Die Lebensdauer von Sternflecken hängt analog der von Sonnenflecken von ihrer Größe ab, wobei kleinere Sonnenflecken schneller zerfallen. Die Überlebensdauer größerer Sternflecken mit Filling-Faktoren von mehr als 20 % wird wahrscheinlich durch die differentielle Rotation der Sterne begrenzt. Allerdings scheinen bei einigen Vorhauptreihensternen fotometrische Beobachtungen anzudeuten, dass diese über 20 Jahre lang bestehen können. Dabei könnte es sich aber um aktive Zentren, bestehend aus vielen kleineren Sternflecken, handeln, statt um einen großen beständigen Fleck.
Aktivitätszentren können insbesondere bei RS-CVn-Sternen über mehrere Jahre beobachtet werden. Dabei sind sie nicht einer festen Länge zugeordnet, sondern wandern im Laufe der Zeit über die Sternoberfläche. Bei RS-CVn-Sternen, jungen Sternen und den FK-Comae-Sternen liegen häufig zwei aktive Zentren vor, die in einem Abstand von ungefähr 180° auf der Sternkugel angeordnet sind. Dabei ist mal die eine und mal die andere Region dominant. Aus der Wanderung der Aktivitätszentren um die Sternkugel kann die differentielle Rotation berechnet werden. Dabei scheint die Rotationsperiode an den Polen stets länger als am Äquator zu sein, wie bei der Sonne.
Die Verteilung der Sternflecken wird kontrovers diskutiert. Dies gilt insbesondere im Zusammenhang mit der Anwesenheit von Sternflecken an den Polen der Sterne, die auch durch Fehlinterpretationen und Messfehler vorgetäuscht werden können. Polare Sternflecken sind nie bei der Sonne beobachtet worden. Langzeitbeobachtungen bei Sternen mit hohen Rotationsraten scheinen aber zu zeigen, dass alle Sternflecken äquatornah entstehen und dann im Laufe von Jahren polwärts wandern.

## Aktivitätszyklen
Die magnetische Aktivität kann bei der Sonne anhand von Sonnenflecken in Form der Sonnenflecken-Relativzahl oder als Bedeckungsgrad (Summe der Fläche der Sonnenflecken zur gesamten Fläche der Photosphäre) bestimmt werden. Andere Messgrößen sind der 10,7-cm-Radio-Flux-Index, die Fläche der Fackeln (helle Flecken) oder die Stärke der Emissionslinien des Kalziums oder Magnesiums. Alle erwähnten Indizes zeigen den Hale-Zyklus mit einer Zyklenlänge von 11 bzw. 22 Jahren.
Auch bei anderen magnetisch aktiven Sternen ist der Verlauf der magnetischen Aktivität gemessen worden. Dafür sind verschiedene Rekonstruktionsmethoden angewandt worden, aber meistens wird die Stärke der Emissionslinien des Kalziums verwendet. Im Gegensatz zu einem Äquivalent der Flecken-Relativzahl ist nur ein Spektrum alle paar Rotationsperioden erforderlich, um einen Indikator für die stellare Aktivität zu bestimmen.
Sehr junge rasch rotierende Sterne zeigen eine hohe magnetische Aktivität, die bestenfalls als chaotisch beschrieben werden kann und nicht einem ausgeprägten Zyklus folgt wie bei der Sonne. Ab einem Alter von mehr als einer Milliarde Jahren zeigen magnetisch aktive Sterne mittlere Aktivitätslevel und teilweise eine zyklische Veränderlichkeit der Indikatoren über einen Zeitraum von Jahren bis Jahrzehnten. Langsam rotierende Sterne wie die Sonne zeigen nur eine geringe Aktivität und gut ausgeprägte Zyklen. Einige Sterne zeigen überhaupt keine Anzeichen für magnetische Aktivität. Ob dies als ein Anzeichen für Maunderminima interpretiert werden kann, ist noch umstritten. Aus Beobachtungen geht zusätzlich hervor, dass die magnetische Aktivität von Sternen in späten Entwicklungsstadien außerordentlich gering ist. Damit einhergehend findet die Aussage, die magnetische Aktivität eines Sterns sei stark mit seinem Alter korreliert, eine hinreichend gute Bestätigung. Während junge Sterne zu Zeiten maximaler Aktivität etwas lichtschwächer werden, sind alte Sterne wie die Sonne etwas heller im Aktivitätsmaximum. Dies impliziert eine Entwicklung von einer mehr Sternflecken-dominierten Photosphäre zu einem größeren Einfluss der Fackeln im Laufe der Entwicklung der aktiven Sterne, die durch eine Abnahme der magnetischen Aktivität im Laufe der Zeit aufgrund von Drehmomentverlusten gekennzeichnet ist.

## Flip-Flop-Effekt
Der Flip-Flop-Effekt beschreibt Beobachtungen bei der Sonne, bei sonnenähnlichen Sternen, den RS-CVn-Sternen und bei einigen FK-Comae-Sternen, wonach die Entwicklung von zwei aktiven Regionen auf den Sternoberflächen gekoppelt verläuft. Wenn sich die Sternflecken in einer aktiven Region zurückentwickeln, wird eine zweite Region auf der anderen Hemisphäre aktiver, wobei in dieser Region die Sternflecken eine größere Ausdehnung annehmen. Die Zyklen des Flip-Flop-Effekts sind dabei abhängig vom Sterntyp. Während bei RS-CVn-Doppelsternen die Länge des Flip-Flop-Effekts dem eines Aktivitätszyklus entspricht, ist der Flip-Flop-Zyklus bei sonnenähnlichen Sternen und bei der Sonne um den Faktor 3 bis 4 kürzer als der Aktivitätszyklus. Neben Flip-Flops treten Flip-Flop-ähnliche Phasenwechsel der Sternflecken auf. Bei diesen Phase-Jumps ändert sich die Länge der stellaren Aktivität ebenfalls sprunghaft, aber die neue aktive Region ist nicht um 180° versetzt gegenüber der Länge der alten aktiven Region auf der Sternoberfläche.

## Auswirkungen von Sternflecken
Die Radien von Sternen können mit großer Genauigkeit bei bedeckungsveränderlichen Sternen gemessen werden. Dabei sind anscheinend die Radien von BY-Draconis-Sternen zwischen 3 und 12 % größer als bei Roten Zwergen ohne Anzeichen für eine magnetische Aktivität. Daneben scheinen die Temperaturen in der ungestörten Photosphäre um 3 % unter den erwarteten Werten zu liegen. Beides sind Effekte der Sternflecken. Die kühleren Sternflecken auf der Oberfläche führen zu einer verminderten Abstrahlung und der Stern reagiert darauf mit einer Expansion, um das hydrostatische Gleichgewicht wiederherzustellen.
Bei kataklysmischen Veränderlichen handelt es sich um enge Doppelsternsysteme, bestehend aus einem Weißen Zwerg und einem Begleiter, der ein später Unterriese oder Roter Zwerg ist. Die meiste freigesetzte Energie stammt aus der potentiellen Energie von einem Materiefluss vom Begleiter zum Weißen Zwerg. Die Akkretionsrate und damit die Leuchtkraft unterliegt bei einigen Sternen dieser Klasse großen Schwankungen und dies wird auf Sternflecken am Lagrange-Punkt L1 zurückgeführt, die den Massefluss modulieren.
Mit Hilfe von bedeckungsveränderlichen Sternen ist es möglich, die Umlaufdauer eines Doppelsternsystems mit hoher Genauigkeit zu bestimmen durch die fotometrische Messung des Zeitpunktes minimalen Lichtes. Durch Sternflecken wird die Lichtkurve verändert und dies kann zu einer Verschiebung des Minimums führen. Sternflecken können daher vortäuschen, dass die Bahnumlaufdauer nicht konstant ist und eine Umverteilung des Drehmoments im Doppelsternsystem stattgefunden hat.
Mit Hilfe von Sternflecken kann auch die Bahnebene von extrasolaren Planeten bestimmt werden. Der Vorübergang eines Exoplaneten vor der Scheibe seines Zentralsterns kann anhand von Bedeckungslichtkurven (Transitmethode) nachgewiesen werden. Läuft der Planet dabei über einen Sternfleck so verändert sich die Lichtkurve. Wenn der Exoplanet bei dem nächsten Vorübergang wieder über den Sternfleck wandert sind die Bahnebene des Planeten und die Rotationsebene des Sterns annähernd koplanar. Mit Hilfe der Rekonstruktion von Sternflecken aus der Lichtkurve kann weiterhin die Inklination der Rotationsachse des Sterns mit einer Genauigkeit von bis 5 Grad abgeleitet werden.

## Flares und ihre Beziehung zu Sternflecken
Flares werden wie Sternflecken als ein Anzeichen für stellare Aktivität angesehen und entstehen ebenfalls durch Magnetfelder in den oberen Atmosphärenschichten. Die Ursache der Ausbrüche liegt in magnetischen Kurzschlüssen der stellaren Feldlinien in der Korona. Die dabei freigesetzte Energie beschleunigt Partikel in die unter der Korona liegende Chromosphäre, die dort mit der dichteren Materie kollidieren. Das Plasma der Chromosphäre wird dabei erwärmt und mit hoher Geschwindigkeit in die Korona beschleunigt. Die Flares sind im Bereich der Röntgenstrahlung, der Radiostrahlung, der Ultraviolettstrahlung und im sichtbaren Licht nachgewiesen worden. Der Verlauf eines klassischen Flares besteht aus einem steilen Anstieg und einem langsamen exponentiellen Abklingen der Ausbruchsintensität.
Im Gegensatz zu Sternflecken sind Flares auch bei Sternen mit einer Spektralklasse frühes F und A beobachtet worden. Da diese Sterne keinen konvektiven Energietransport in ihren Photosphären haben sollten, kann bei diesen Sternen nur ein schwaches Magnetfeld als Überrest aus der Phase der Sternentstehung vorhanden sein. Dennoch ist bei diesen frühen Sternen die in den Flares freiwerdende Energie vergleichbar oder sogar größer als bei klassischen aktiven Sternen. Es wird vermutet, dass die Flares bei einem magnetischen Kurzschluss zwischen dem Magnetfeld des frühen Sterns und dem eines magnetisch aktiven Begleiters entstehen. Daher können Flares auch bei Sternen ohne Sternflecken auftreten, aber alle Sterne mit Sternflecken zeigen auch Flares.